# Caraibodesmus sculpturatus
Caraibodesmus sculpturatus är en mångfotingart som beskrevs av Loomis 1975. Caraibodesmus sculpturatus ingår i släktet Caraibodesmus och familjen Chelodesmidae. Inga underarter finns listade i Catalogue of Life.